# Pławniowice
Pławniowice (niem. Plawniowitz, od 1936 Flößingen) – wieś sołecka w Polsce położona w województwie śląskim, w powiecie gliwickim, w gminie Rudziniec.

## Historia
Wieś wzmiankowana w 1317 roku. W latach 1936–1945 miejscowość nosiła nazwę Flößingen.
W latach 1954-1972 wieś była siedzibą gromady Pławniowice. W latach 1945–1954 siedziba gminy Pławniowice. W latach 1975–1998 miejscowość położona była w województwie katowickim.

## Zabytki
- Zamek – ruiny zamku z XIV wieku. Rachunki dworu króla Władysława Jagiełły i królowej Jadwigi z lat 1338–1420 wspominają, że w trakcie walk związanych z odbieraniem przez króla Władysława Jagiełłę lenna księciu Władysławowi Opolczykowi, w roku 1393 w Pławniowicach znajdowała się warownia obsadzona przez polską załogę, której dowódcą był Piotr Szafraniec i że ta warownia była zaopatrywana w broń z Krakowa. Doszło też zapewne do oblężenia Pławniowic, skoro według źródeł na odsiecz wyruszyła specjalna ekspedycja z Krakowa. Domyślać się można, że oblężenie przeprowadzili stronnicy Opolczyka i miało to miejsce w styczniu–lutym 1394 roku. W latach 60. XX wieku odkryto mury nieznanej warowni na skarpie pomiędzy ulicami Nową i Gliwicką, kilkaset metrów na wschód od pałacu. Prawdopodobnie była to właśnie warownia Piotra Szafrańca, o której wspominają źródła.

- Zespół pałacowo-parkowy (ul. Gliwicka 46[5]) – pałac zbudowany w latach 1882–1885 jako rezydencja rodziny Ballestremów, otoczony parkiem o powierzchni 2,4 ha[6]. Pałac pełni funkcję Ośrodka Edukacyjno-Formacyjnego Diecezji Gliwickiej oraz jest siedzibą pławniowickiej parafii[7][8]. Znajduje się tu również kościół parafialny Niepokalanego Poczęcia NMP (dawna kaplica pałacowa) – konsekrowany 15 października 1885 r[7][8][9].

## Edukacja
- Szkoła Podstawowa w Pławniowicach

## Turystyka
Przez wieś przebiega zielony  – Szlak Stulecia Turystyki

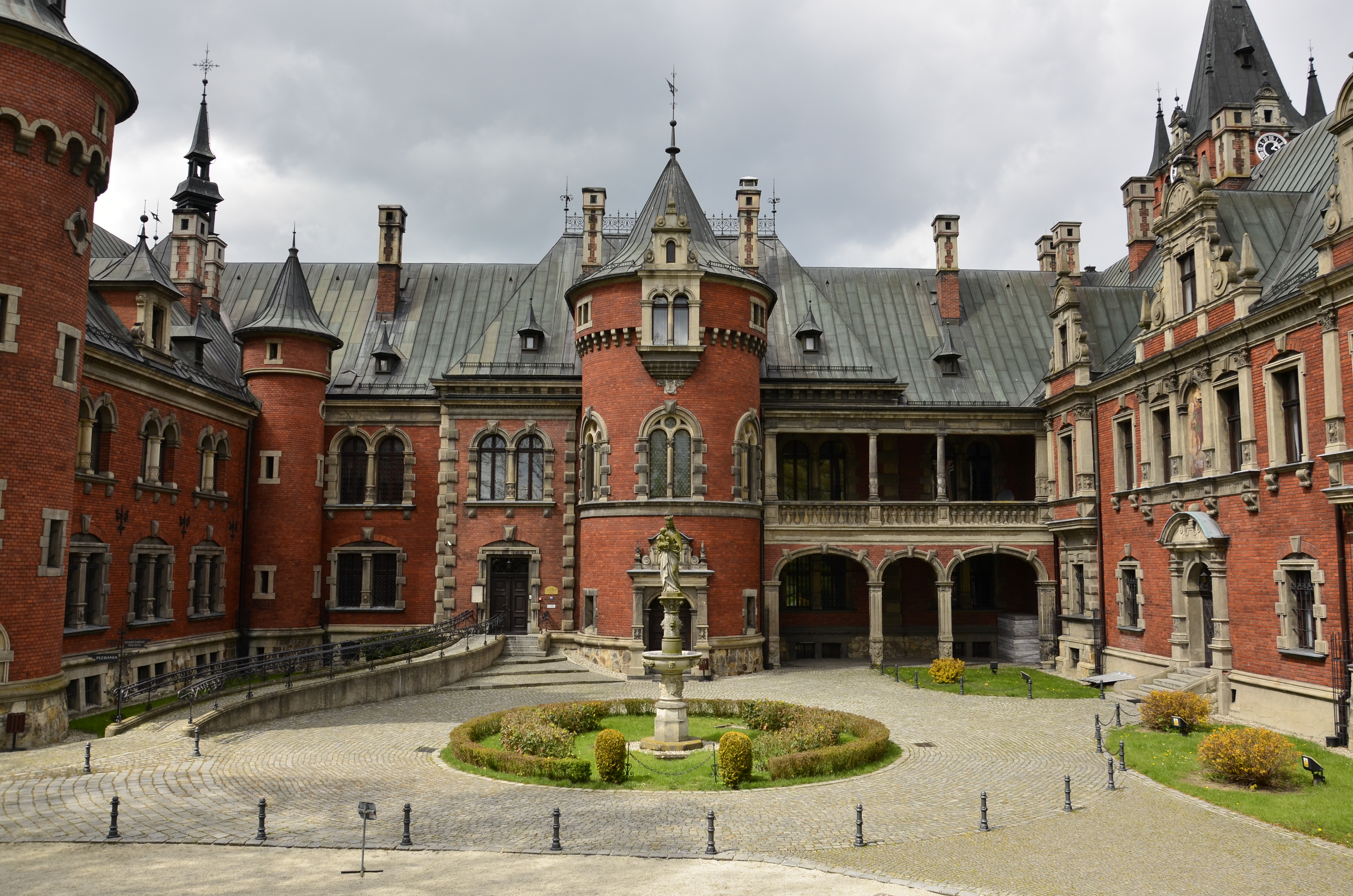
Dziedziniec pałacowy
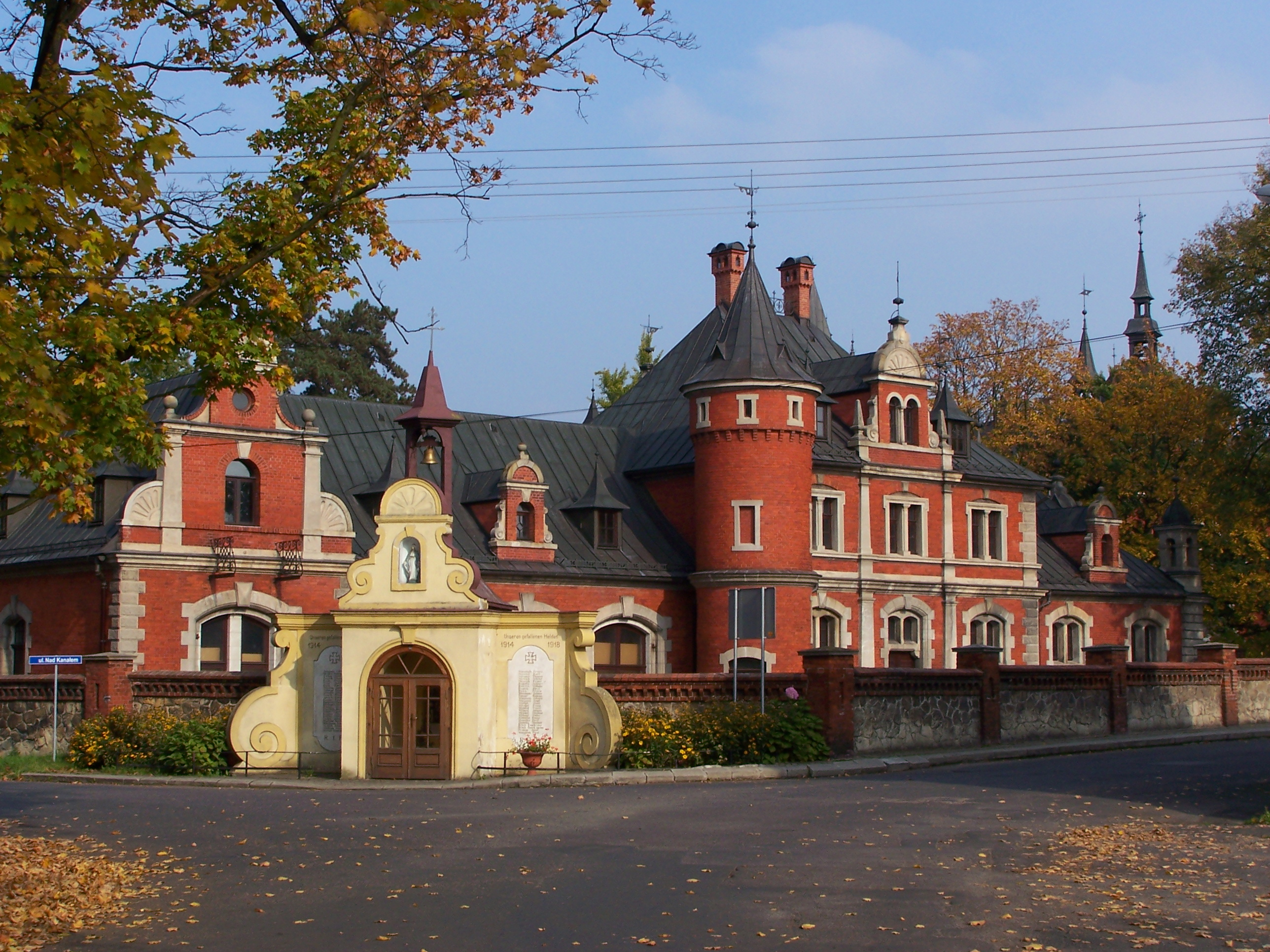
Wozownia i Dom Kawalera
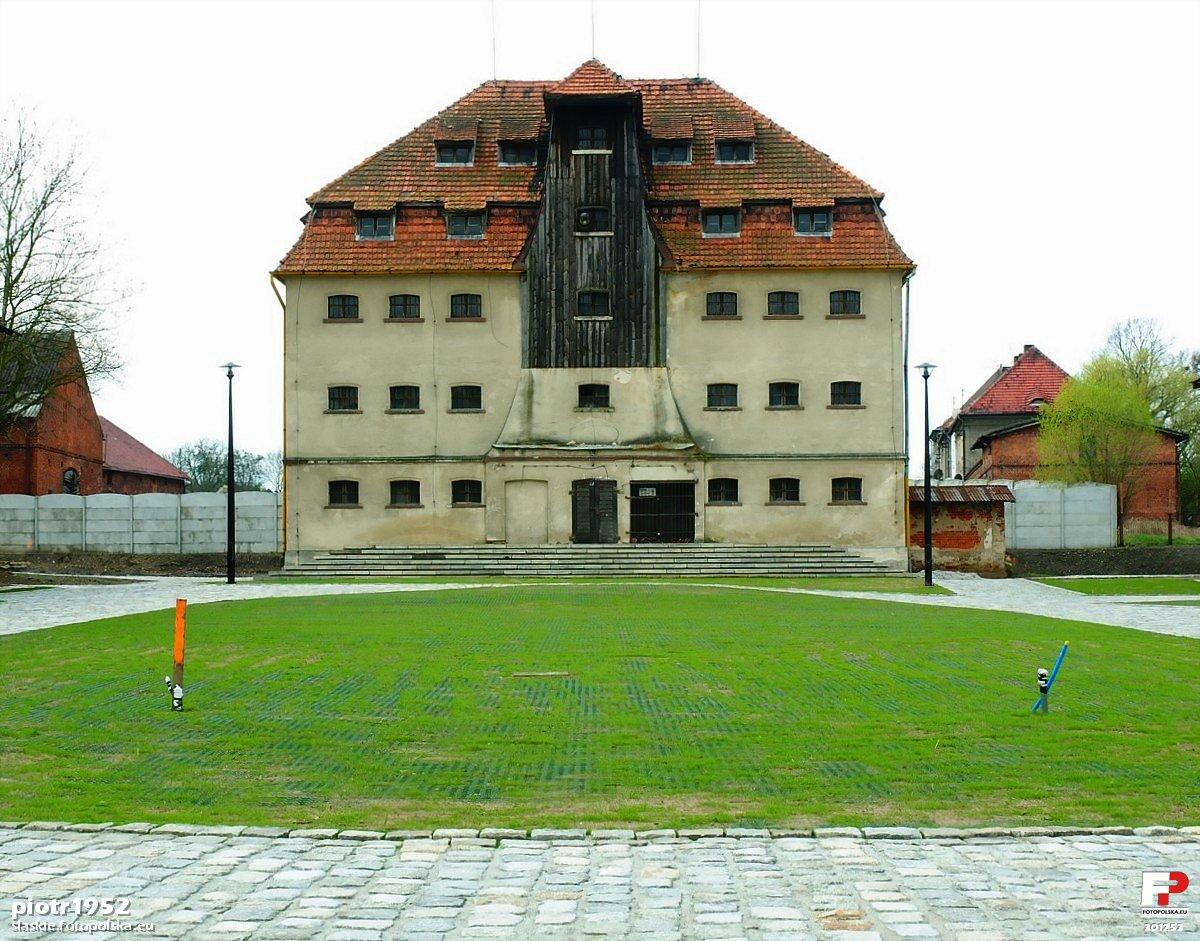
Spichlerz dworski
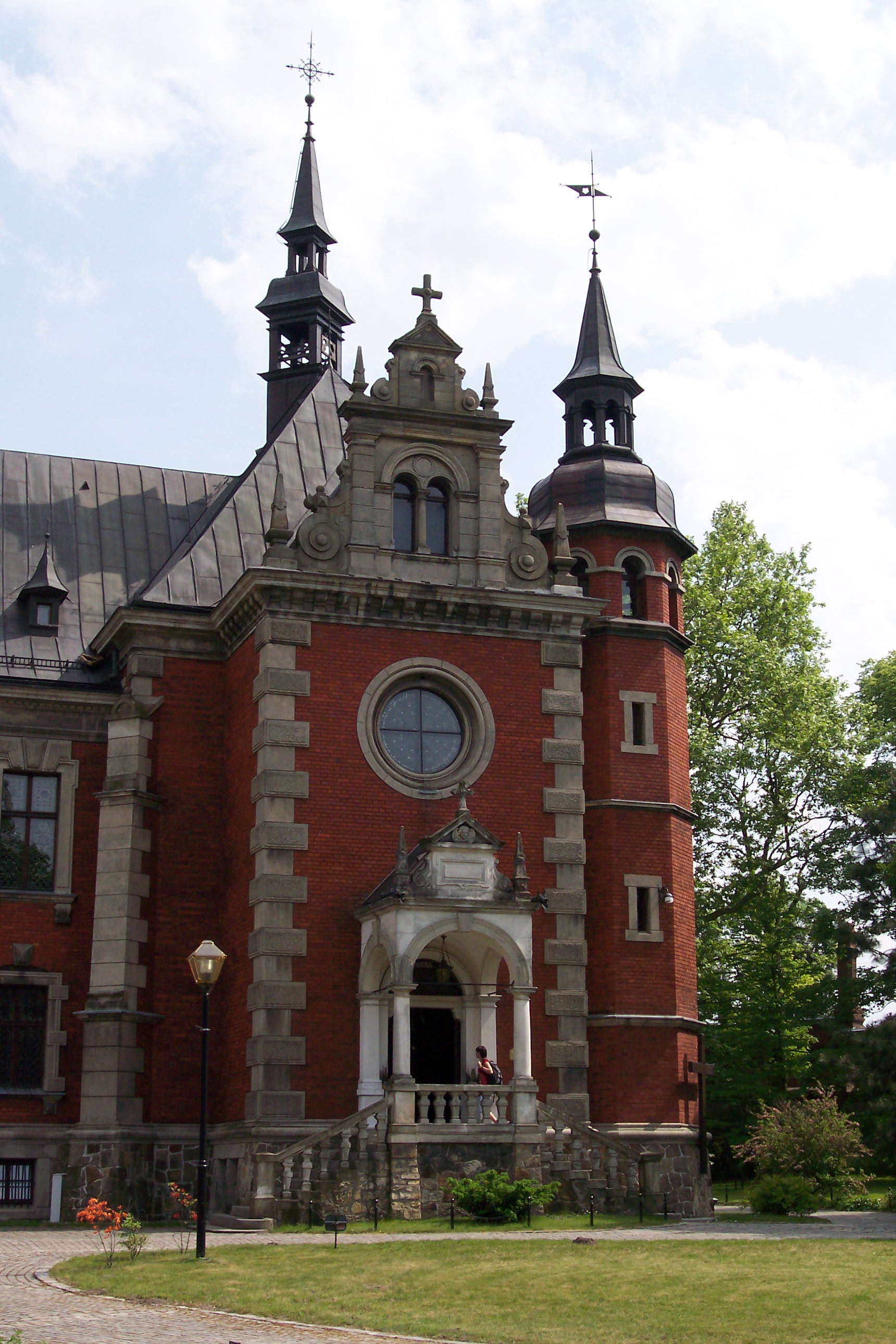
Kościół Niepokalanego Poczęcia NMP (dawna kaplica pałacowa)
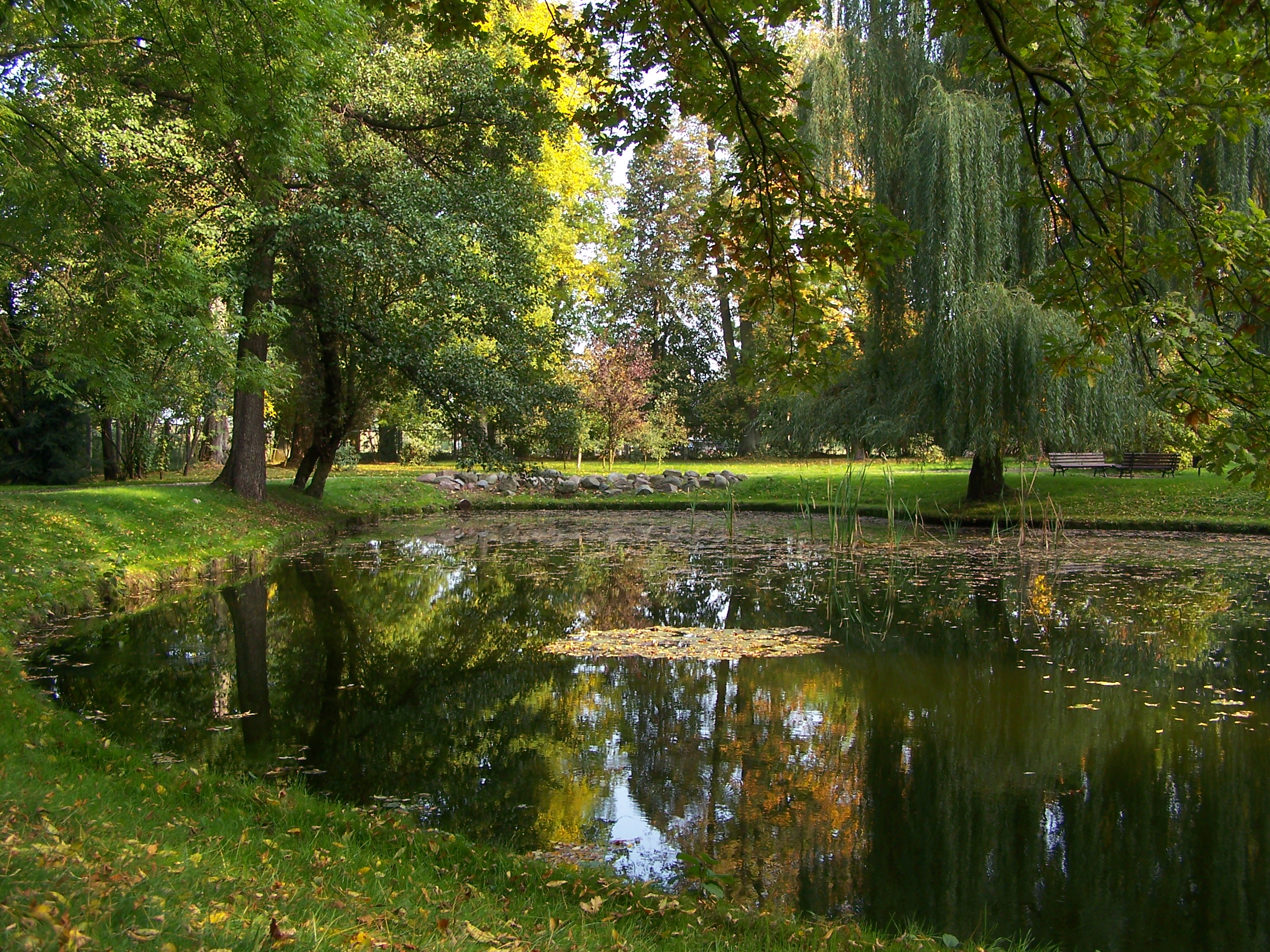
Park przypałacowy
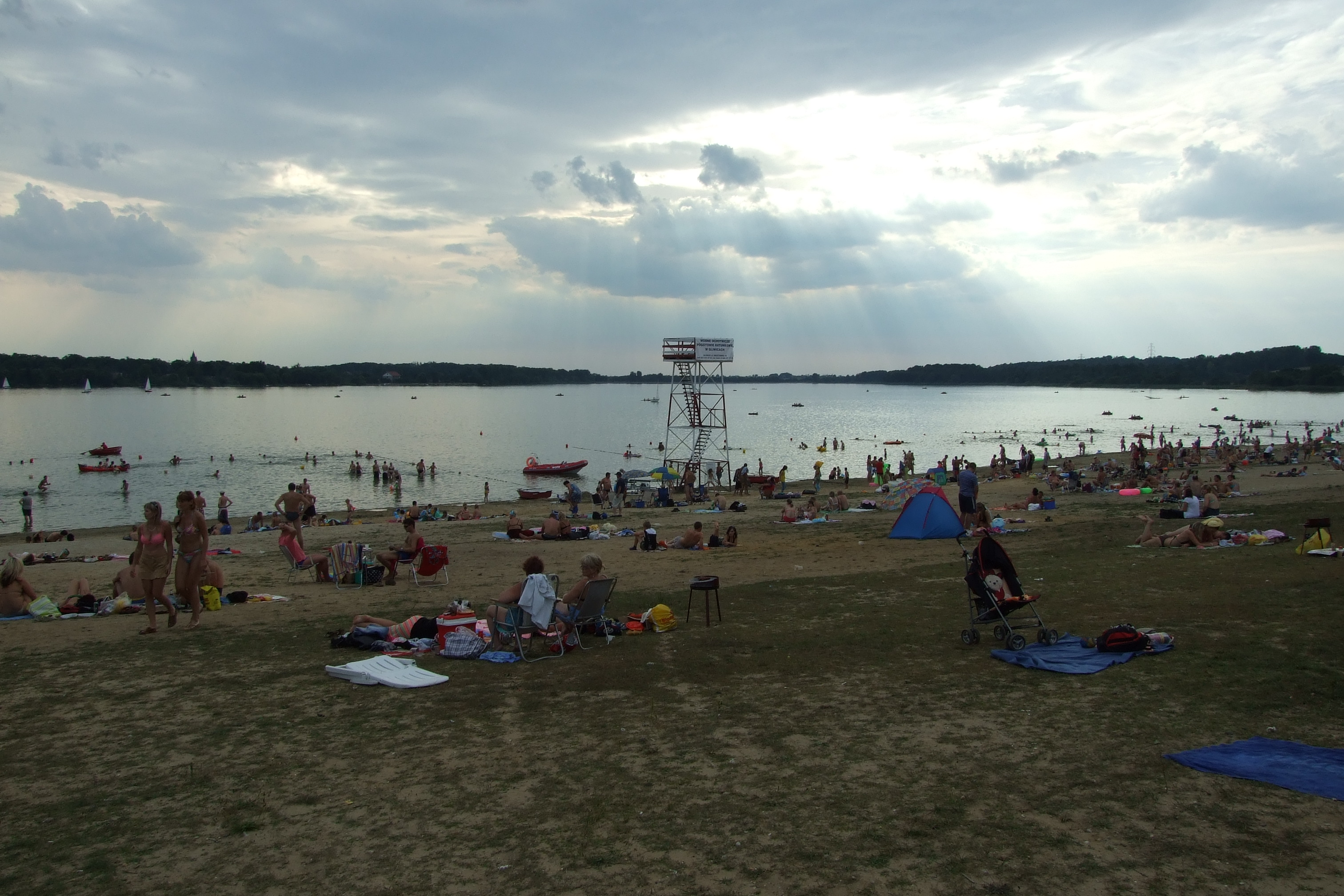
Jezioro Pławniowice